# Myers-Briggs Type Indicator
Myers-Briggs Type Indicator (MBTI) je introspektivni upitnik koji preispituje različita psihološka svojstva osobnosti, a naročito pogled na svijet i donošenje odluka. Upitnik nastoji dodijeliti vrijednost osobnosti u svakoj od četiri kategorije (četiri dihtomije). Rezultat upitnika tvori prvo slovo rezultata iz svake od četiri kategorije, što daje jedan od mogućih 16 tipova osobnosti, npr. "ISTJ" ili "ENFP".
MBTI upitnik je sastavljan kako istaknuo vrijednost prirodnih razlika u osobnosti. Pretpostavka upitnika je da svi imamo vlastiti način doživljavanja iskustava, koji utječe na naše interese, potrebe, set vrijednosti i motivaciju. MBTI-jev Priručnik navodi kako je upitnik napravljen kako bi teoriju proveo u praksu; stoga je važno razumjeti teoriju kako bi se razumio MBTI. MBTI je razvijen kao nastavak na teoriju psiholoških tipova Carla Junga. Jung predlaže postojanje dvaju suprotnih parova kognitivnih funkcija:
- Racionalne, spoznajne funkcije: razmišljanje i osjećanje (thinking and feeling)
- Iracionalne, (odlučne) funkcije: raspoznavanje i intuicija (sensation and intuition)

## Kategorije upitnika
|             | Subjektivna                    | Objektivna                         |
| ----------- | ------------------------------ | ---------------------------------- |
| Spoznaja    | Intuicija (N)/Raspoznavanje(S) | Introverzija (I)/Ekstraverzija (E) |
| Odlučivanje | Osjećanje (F)/Razmišljanje (T) | Introverzija/Ekstraverzija 2       |

|           | Subjektivna                    | Objektivna                         |
| --------- | ------------------------------ | ---------------------------------- |
| Dedukcija | Intuicija (N)/Raspoznavanje(S) | Introverzija (I)/Ekstraverzija (E) |
| Indukcija | Osjećanje (F)/Razmišljanje (T) | Opažanje (P)/Prosuđivanje (J)      |

### Stavovi
Preferencija ekstrovertnosti ili introvertnosti se često naziva psihološkim stavom. Briggs i Myers prepoznaju da sve kognitivne funkcije mogu djelovati eksterno - prema ponašanju, djelovanju, ljudima, i stvarima ("ekstravertirani stav odn. ekstraverzija"), ili pak mogu djelovati interno, prema idejama i refleksiji nad ponašanjem i zbivanjem ("introvertirani stav odn. introverzija").
Osobe koje preferiraju ekstraverziju dobivaju psihološku energiju iz djelovanja: oni djeluju, zatim razmišljaju o učinjenom djelovanju, zatim dalje djeluju. Ako su neaktivni, pada im motivacija. Oni psihološku energiju "troše" razmišljanjem, a vraćaju ju druženjem i djelovanjem. 
Suprotno tome, oni koji preferiraju introverziju "troše" energiju djelovanjem: oni razmišljaju, zatim djeluju, zatim ponovno razmišljaju. Kako bi povratili energiju, introvertima treba mirnoća i samoća. Drugim riječima, ekstroverti pune baterije u društvu, a prazne ih dok su sami, dok introverti rade suprotno.
Upitnik introvertima dodjeljuje prvo slovo I, a ekstrovertima prvo slovo E.

### Funkcije
Spoznajne funkcije pojašnjavaju kako osoba percipira i razumije informacije.
Osobe koje preferiraju realnost, konkretne i opipljive podatke, traže detalje i oslanjaju se na gole činjenice dobivaju slovo S (sensing).
Nasuprot njima, osobe koje se oslanjaju na ideje, koncepte, intuiciju, asocijativnost, kontekstualnost, i značenje iza činjenica dobivaju slovo N (intuition).
Odlučne funkcije pojašnjavaju kako odlučujemo i čime sudimo racionalna ponašanja na osnovu podataka koje dobijemo preko spoznajnih funkcija.
Oni koji donose odluke racionalno, razumno, koristeći pravila logike i kazualnosti dobivaju slovo T (thinking).
Suprotno njima, osobe koje odlučuju srcem i osjećajima, asocijacijom i empatijom, i nastoje postići harmoniju ili koncenzus dobivaju slovo F (feeling).

### Životni stil
Životni stil određuje kako ljudi primjenjuju svoje spoznajne i odlučne funkcije prema vanjskome svijetu (na ekstravertirani način)
Pedantne, detaljne i točne osobe dobivaju slovo J (judging).
Spontane i fleksibilne osobe dobivaju slovo P (percieving).

## Vanjske poveznice
- Ispunite upitnik i saznajte koji ste tip osobnosti? 16personalities.com